# Aphanocephalus shibatai
Aphanocephalus shibatai là một loài bọ cánh cứng trong họ Discolomatidae. Loài này được John & Chujo miêu tả khoa học năm 1961.